# Oecetis meghadouta
Oecetis meghadouta är en nattsländeart som beskrevs av Schmid 1958. Oecetis meghadouta ingår i släktet Oecetis och familjen långhornssländor. Inga underarter finns listade i Catalogue of Life.